# Serravalle (Buonconvento)
Serravalle è una frazione del comune italiano di Buonconvento, nella provincia di Siena, in Toscana.

## Storia
Il borgo di Serravalle si sviluppò in epoca medievale grazie alla felice posizione lungo la via Francigena, che lo rendeva di frequente sosta di pellegrini e viandanti. Alcuni documenti del XIII secolo parlano di compravendite e della presenza di mulini presso questa località, e nel 1274 vi è già una comunità stabile ufficialmente riconosciuta. Nel 1284 vi è nominato un rettore, mentre nel 1287 il borgo è fornito di un podestà da parte del concistoro di Siena. I documenti si riferiscono a questa località come "villa", e quindi in quest'epoca il borgo di Serravalle era già un centro abitato di non piccole dimensioni. Nel 1290 i serravallesi dovettero partecipare alle spese di rifacimento di un ponte sul torrente Arbia.
Nel 1371 i comuni di Serravalle e di Borgo d'Arbia (oggi Ponte d'Arbia) richiesero alla Repubblica di Siena la costruzione di una fortezza a protezione di questo territorio. Venne così avviata la costruzione del castello di Serravalle e nel 1385 la località è definita per la prima volta come "fortezza", segno che i lavori erano già terminati. Agli inizi del XV secolo, vennero effettuati ulteriori lavori di ampliamento e di fortificazione del borgo, come ad esempio la costruzione di una torre difensiva. Nel 1415 vi è documentata la residenza stabile a Serravalle di un vicario senese. La villa di Serravalle, che era proprietà di Giovanni Agazzari, vescovo di Grosseto, fu donata da quest'ultimo alla diocesi di Grosseto nel 1462. Nel 1544 il comune di Serravalle passò sotto la podesteria di Buonconvento. Durante la guerra di Siena, il 6 agosto 1554, le truppe fiorentine e loro alleati conquistarono Serravalle e distrussero parte del castello.
In seguito, la diocesi di Grosseto mantenne i propri beni su Serravalle sino alla metà del XIX secolo, ed ebbero giurisdizione sul borgo i frati della Certosa di Pontignano e i signori Bandinelli. Serravalle contava 381 abitanti nel 1833.

## Monumenti e luoghi d'interesse

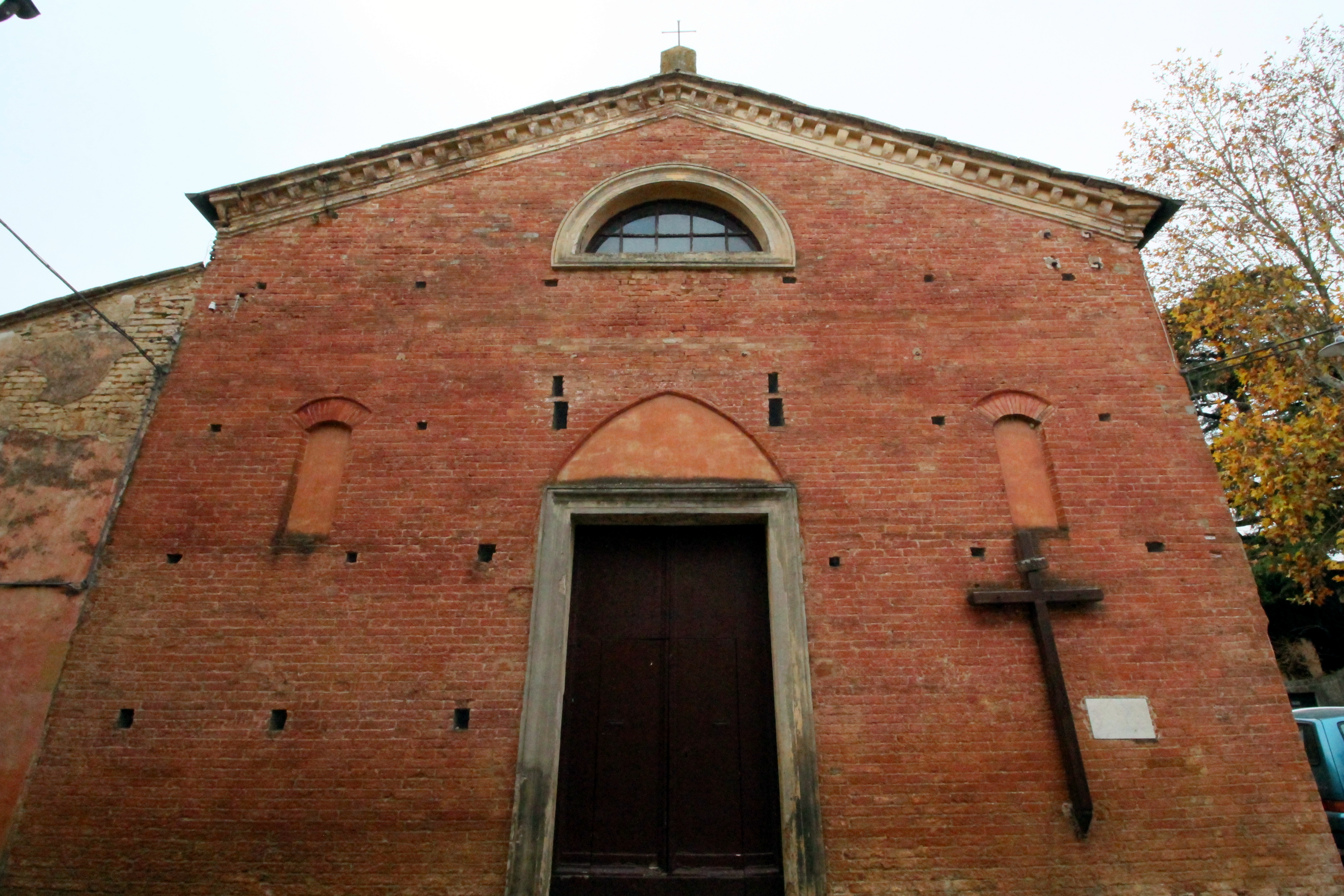
La chiesa di San Lorenzo

Al centro del borgo si trova la chiesa di San Lorenzo, già cappella del castello documentata nel XV secolo e poi sede della Compagnia dei Santi Fabiano e Sebastiano. La chiesa ricevette il titolo di San Lorenzo nel 1786, ereditandolo dalla vicina pieve di Sprenna, importante centro ecclesiastico medievale del territorio, poi abbandonato e infine inglobato in strutture murarie di caseggiati rurali.
La vecchia pieve, situata poco a nord-est del centro del borgo, presso la località rurale Pieve a Sprenna, è documentata sin dall'XI secolo, quando si legge, nella bolla di papa Clemente III del 1189, della sua conferma a Bono, vescovo di Siena. Nel XIII secolo la pieve la si trova citata con i toponimi di Sparena, Sperena o Aspreno, mentre la prima intitolazione parrebbe essere a Santa Maria. Nella visita pastorale di Francesco Bossi del 1575, compiuta dal delegato G. Curzio, la chiesa risulta intitolata a San Giovanni e ne è evidenziata la pessima tenuta come risultato delle devastazioni della guerra. Nel 1601 la pieve prende il titolo definitivo di San Lorenzo e nel 1614 è dichiarata vicaria perpetua. In seguito alla traslazione presso la chiesa di Serravalle, la pieve di Sprenna rimase come oratorio sino al XIX secolo, finché non fu completamente abbandonata e inglobata in edifici rurali agli inizi del XX secolo.